# Giovanni Caràcciolo

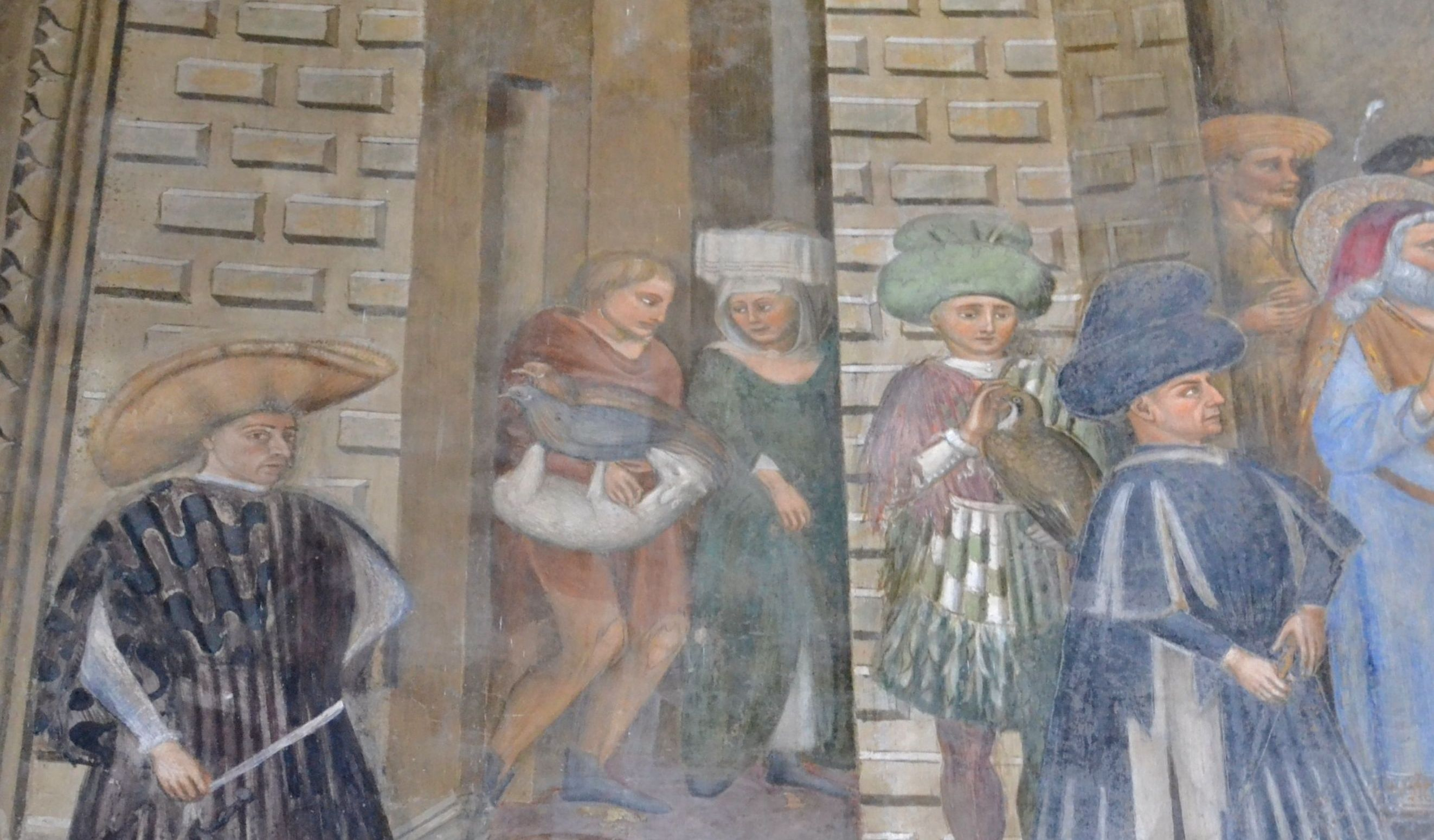
Giovanni Caràcciolo, rechts met blauwe mantel en hoed

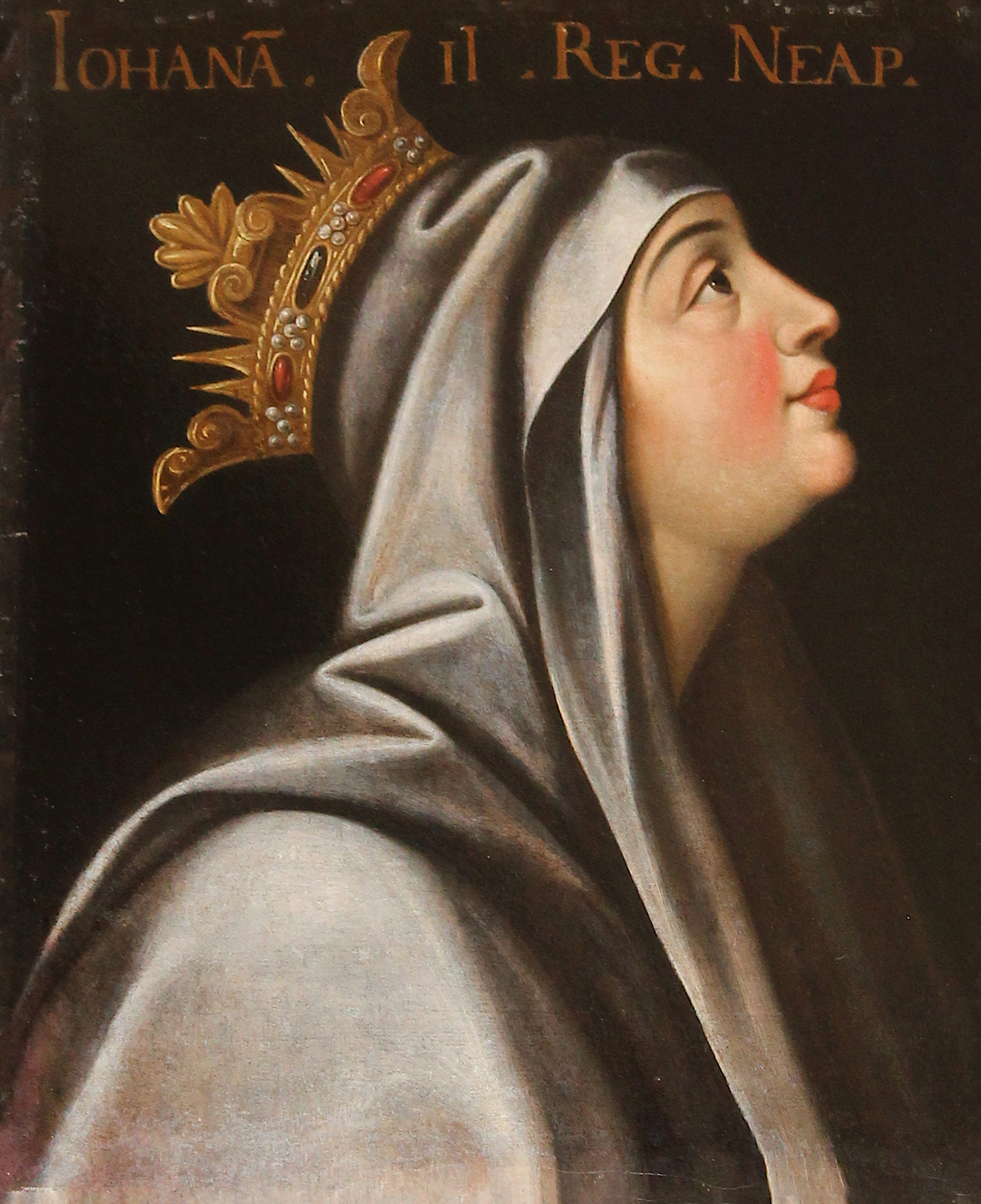
Johanna II, koningin van Napels

Giovanni Caràcciolo, bijgenaamd Sergianni (Koninkrijk Napels 14e eeuw – Napels, 19 augustus 1432) was een adellijk politicus en condottiero in het koninkrijk Napels. Van alle minnaars van koningin Johanna II van Napels werd hij de machtigste. Hij was groot-seneschalk van Napels, en, in de feiten, de despoot van Napels (1419-1432). 
Sergianni speelde de twee troonopvolgers van de kinderloze Johanna II tegen elkaar uit: koning Alfons V van Aragon en hertog Lodewijk III van Anjou, de zelfverklaarde koning van Aragon.
Sergianni stond aan de wieg van een machtig adellijk geslacht in het koninkrijk Napels onder de Habsburgers en de Bourbons: de familie Caràcciolo.

## Titels
In de loop van zijn leven droeg Sergianni de titels van hertog van Venosa, prins van Capua, graaf van Avellino en bezat hij meerdere heerlijkheden in het koninkrijk Napels.

## Levensloop
Sergianni’s ouders heetten Francesco Caràcciolo del Sole en Covella Sardo. Zijn geboortedatum is onbekend doch valt in de tweede helft van de 14e eeuw. Dankzij zijn vader werd Sergianni hoveling aan het hof van koning Ladislaus van Napels. Hij werkte er als klerk. Redelijk snel ging Sergianni in militaire dienst van koning Ladislaus en werd condottiero. In de veldslag van Roccasecca (1411) vochten de troepen van Napels tegen dezen van hertog Lodewijk II van Anjou. De Napolitanen verloren de veldslag. Sergianni werd gevangen genomen doch kon nadien als vrij man terugkeren naar Napels. Intussen had koningin Johanna II haar broer Ladislaus opgevolgd als koningin van Napels (1414). Zij had twee belangrijke minnaars: graaf Pandolfo Alopo en Muzio Sforza. Sergianni werd ook een van haar minnaars, meer nog haar belangrijkste minnaar. Zo werd Sergianni haar groot-seneschalk circa 1415.
In 1416 pleegde Johanna’s II Franse echtgenoot een staatsgreep: het ging om prins-gemaal Jacob II van La Marche. Hij liet graaf Alopo executeren en stopte zijn vrouw en Muzio Sforza in de gevangenis. Er brak een opstand uit aan het hof; edelen zetten op hun beurt Jacob II van La Marche gevangen. Ze lieten Johanna II en Muzio Sforza vrij en joegen uiteindelijk Jacob II van La Marche in ballingschap (1419). Voor Sergianni, een sympathisant van de prins-gemaal, was de grond onder zijn voeten al enige tijd te warm. Hij was gevlucht naar Florence (1418). 
In Toscane besprak hij met paus Martinus V de kroningsceremonie van Johanna II. De paus gaf moeizaam toe, want als suzerein van het koninkrijk Sicilië (formeel was het koninkrijk Napels nog steeds deel van Sicilië) wenste hij een telg van het Huis Anjou op de troon. Sergianni liet alvast de Napolitaanse troepen onder leiding van Muzio Sforza zich terugtrekken uit Rome; delen van de Pauselijke staat kwamen onder gezag van Giordano en Lorenzo Colonna, twee broers van de paus. Sergianni beloofde financiële steun teneinde een pauselijk leger voor het huis Anjou te bekostigen. Hij beloofde zo veel geld dat de paus instemde met de kroning van Johanna II. Terug in Napels vond de kroning van Johanna II plaats op 29 oktober 1419. Het was kardinaal-legaat Morosini die de kroning uitvoerde op pauselijk gezag. Zij was hartstochtelijk verliefd op Sergianni, die zo goed als de despoot van Napels werd. Sergianni besliste om de paus geen cent te bezorgen en liet Muzio Sforza verjagen; Sforza was een aanhanger van de jonge prins Lodewijk III van Anjou, de pauselijke kandidaat voor Napels. Johanna II ging akkoord met Sergianni om de paus geen financiële of militaire middelen ter beschikking te stellen. Paus Martinus V reageerde verbolgen door, een week na haar kroning, Lodewijk III van Anjou uit te roepen tot koning van Sicilië en Napels (4 november 1419). Sforza werd de veldheer van het pauselijk leger. De pauselijke troepenmacht begon zich op te bouwen.
Sergianni overtuigde Johanna II koning Alfons V van Aragon ter hulp te roepen (1420). Deze arriveerde met troepenmacht over zee. Alfons V verjoeg het pauselijk leger van Lodewijk III (1420). De paus verloor zijn interesse in Lodewijk III omwille van de geldverslindende veldtocht. 
In Napels werd Alfons V werd officieel de troonopvolger van de kinderloze Johanna II. Doch Sergianni gaf niets van zijn staatsmacht af. Dit leidde tot wrijving en zelfs haat vanwege Aragonese officieren en Alfons V zelf. De Aragonezen staken in 1423 delen van Napels in brand en zij belegerden Castel Capuano waar Sergianni en Johanna II verbleven. Sergianni werd gearresteerd. Nadat Johanna II losgeld had betaald, kon het stel in ballingschap leven op het kasteel van Aversa. Datzelfde jaar moest Alfons V terugkeren naar Aragon wegens een dispuut met Castilië; hij liet zijn jongere broer Peter van Aragon achter in Napels als hoofd van de Spaanse troepen.
In Aversa ontvingen Sergianni en Johanna plechtig Lodewijk III van Anjou met de mededeling dat hij troonopvolger van Napels werd. Sergianni heerste tiranniek over het kasteel van Aversa zodat Lodewijk III niets van bewegingsruimte kreeg. Sergianni vernam dat paus Martinus V weleens de jonge Lodewijk III zou inruilen voor Antonio Colonna, een familielid van de paus, als toekomstig koning van Napels en Sicilië. Sergianni stuurde Lodewijk III vervolgens weg naar het hertogdom Calabrië dat deze mocht besturen als hertog. Zelf reisde Sergianni met Johanna II naar Napels om Peter van Aragon te vleien. Hij vroeg Peter om zijn broer koning Alfons V terug te halen naar Napels. Alfons V werd andermaal officieel de troonopvolger.

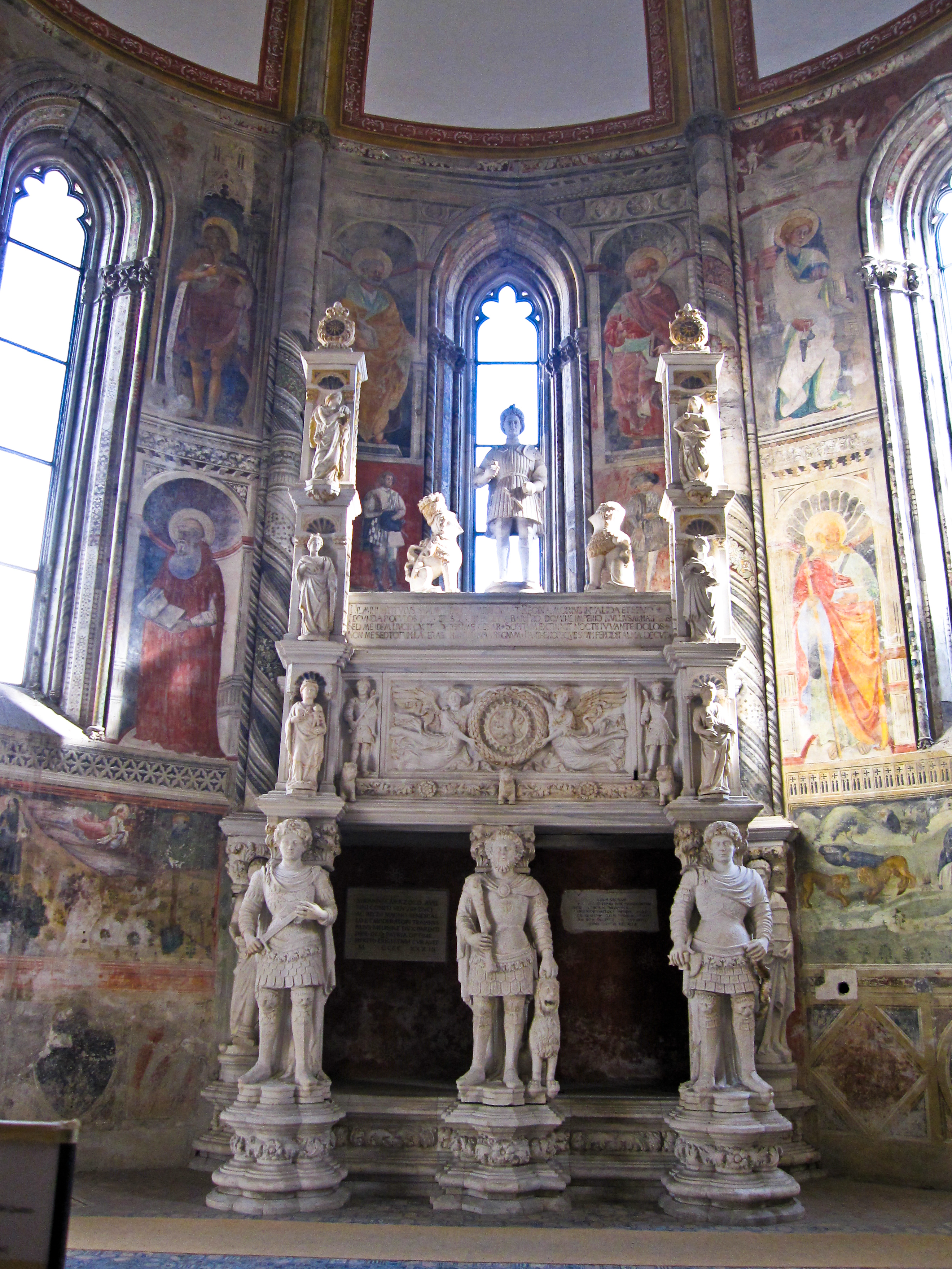
Praalgraf in de San Giovanni a Carbonarikerk in Napels

In 1431 stierf paus Martinus V. De opvolger paus Eugenius IV vroeg koningin Johanna II om hulp tegen de te machtige familie Colonna in de Pauselijke Staat. Johanna II wilde wel ageren tegen de familie van de vorige paus, doch Sergianni blokkeerde het koninklijk bevel. Hij stuurde Johanna II in ballingschap naar Aversa (1431). In Aversa meldden zich verschillende tegenstanders van Sergianni. Ook Lodewijk III meldde zich aan in Aversa. Johanna II gaf de toestemming aan deze samenzweerders om Sergianni te doden. Een bende doodde Sergianni met messteken op 19 augustus 1432. Na haar terugkeer in Napels verklaarde Johanna II dat zij verantwoordelijk was voor de moord en zij sprak de moordenaars vrij.
Sergianni werd ten grave gedragen in de Cappella Caràcciolo del Sole in de Chiesa di San Giovanni a Carbonari in Napels. Deze augustijnerkerk was in handen van patriciërs. Op zijn praalgraf staan in het Latijn zijn glorierijke verdiensten voor Napels vermeld; hij wordt er aangesproken als fortissime Caesar of zeer machtige heerser. Nazaten van Sergianni hebben in dezelfde kerk ook hun praalgraf.